# Liste der Kulturdenkmäler in Höhr-Grenzhausen
In der Liste der Kulturdenkmäler in Höhr-Grenzhausen sind alle Kulturdenkmäler der rheinland-pfälzischen Stadt Höhr-Grenzhausen aufgeführt. Grundlage ist die Denkmalliste des Landes Rheinland-Pfalz (Stand: 21. Dezember 2021).

## Denkmalzonen
| Bezeichnung                    | Lage                                                                                | Baujahr  | Beschreibung | Bild                           |
| ------------------------------ | ----------------------------------------------------------------------------------- | -------- | --- | ------------------------------ |
| Denkmalzone Burg Grenzau       | Grenzau, nordwestlich des Ortes (Burgstraße 25) Lage                                | vor 1213 | Bering der vor 1213 von Heinrich von Isenburg errichteten, 1635 zerstörten Anlage, Bergfried aus dem 14. Jahrhundert, Torbau mit Treppenturm, Bastion, wohl von Anfang des 17. Jahrhunderts | weitere Bilder Fotos hochladen |
| Denkmalzone Jüdischer Friedhof | Grenzhausen, nordwestlich des Ortes am Waldrand; Flur Hinter der Röhrcheswiese Lage | 1884     | 1884 angelegt, 33 Grabsteine, der älteste von 1884 | weitere Bilder Fotos hochladen |

## Einzeldenkmäler
| Bezeichnung                                 | Lage                                                             | Baujahr                            | Beschreibung | Bild                           |
| ------------------------------------------- | ---------------------------------------------------------------- | ---------------------------------- | --- | ------------------------------ |
| Altar                                       | Grenzau, Brexbachstraße, bei Nr. 1 Lage                          | zweite Hälfte des 17. Jahrhunderts | Marienaltar, Sandstein, zweite Hälfte des 17. Jahrhunderts | weitere Bilder Fotos hochladen |
| Wohnhaus                                    | Grenzau, Burgstraße 10 Lage                                      | Ende des 17. Jahrhunderts          | Fachwerkhaus, großteils massiv ersetzt und verputzt, Ende des 17. Jahrhunderts | Fotos hochladen                |
| Osters Mühle                                | Grenzau, Burgstraße 11 Lage                                      | 1700                               | Bruchsteinbauten, Wohnhaus bezeichnet 1700, Scheune unter Krüppelwalmdach, 19. Jahrhundert                                                                                              | weitere Bilder Fotos hochladen |
| Gasthaus Burg Grenzau                       | Grenzau, Burgstraße 13 Lage                                      | 1631                               | stattlicher Fachwerkbau, teilweise massiv, bezeichnet 1631 | weitere Bilder Fotos hochladen |
| Wohnhaus                                    | Grenzau, Burgstraße 17 Lage                                      | spätes 18. Jahrhundert             | verputztes und verschiefertes Fachwerkhaus, teilweise massiv, Mansardwalmdach, wohl aus dem späten 18. Jahrhundert                                                                      | Fotos hochladen                |
| Wohnhaus                                    | Grenzau, Burgstraße, hinter Nr. 17 Lage                          | erste Hälfte des 19. Jahrhunderts  | Fachwerkhaus, teilweise massiv, erste Hälfte des 19. Jahrhunderts | Fotos hochladen                |
| Knochenmühle                                | Grenzau, Burgstraße 18 Lage                                      | 18. oder frühes 19. Jahrhundert    | Fachwerkhaus, teilweise massiv, verputzt, wohl aus dem 18. oder frühen 19. Jahrhundert, Mühlen- und Wirtschaftsgebäude unter Krüppelwalmdach, wohl älter; verschiedene jüngere Anbauten | weitere Bilder Fotos hochladen |
| Katholische Filialkirche St. Peter und Paul | Grenzau, Burgstraße 26 Lage                                      | 1796                               | Saalbau, bezeichnet 1796 | weitere Bilder Fotos hochladen |
| Gehöft Johannisburg                         | Grenzau, nördlich des Ortes (Burgstraße ohne Nummer) Lage        | 1924                               | Streckhof, bezeichnet 1924 | weitere Bilder Fotos hochladen |
| Wohnhaus                                    | Grenzhausen, Brunnenstraße 1/3 Lage                              | 17. oder 18. Jahrhundert           | verputztes Fachwerkhaus mit Querbau, teilweise massiv, wohl aus dem 17. oder 18. Jahrhundert                                                                                            | Fotos hochladen                |
| Wohnhaus                                    | Grenzhausen, Brunnenstraße 15 Lage                               | 17. oder 18. Jahrhundert           | L-förmiger Fachwerkbau, verputzt und verschiefert, wohl aus dem 17. oder 18. Jahrhundert                                                                                                | Fotos hochladen                |
| Villa                                       | Grenzhausen, Dammsweg 2 Lage                                     | 1907                               | natursteingegliederter Putzbau, 1907, mit Ausstattung; Erweiterung aus den 1920er Jahren                                                                                                | Fotos hochladen                |
| Wohnhaus                                    | Grenzhausen, Friedrich-Corcilius-Weg 3 Lage                      | 17. oder 18. Jahrhundert           | Fachwerkhaus, teilweise massiv, verputzt, wohl aus dem 17. oder 18. Jahrhundert | Fotos hochladen                |
| Wohnhaus                                    | Grenzhausen, Friedrich-Corcilius-Weg 5 Lage                      | 17. oder 18. Jahrhundert           | Fachwerkhaus, teilweise massiv, verputzt, wohl aus dem 17. oder 18. Jahrhundert | Fotos hochladen                |
| Wohnhaus                                    | Grenzhausen, Friedrich-Corcilius-Weg 8 Lage                      | 18. Jahrhundert                    | Fachwerkhaus, teilweise massiv, 18. Jahrhundert, im 19. Jahrhundert verlängert | Fotos hochladen                |
| Hofanlage                                   | Grenzhausen, Hermann-Geisen-Straße 4–10 Lage                     | 17. Jahrhundert                    | Hofanlage; Wohnbau, im Kern wohl noch aus dem 17. Jahrhundert, mehrfach erweitert, Fachwerkscheune aus dem 18. Jahrhundert                                                              | Fotos hochladen                |
| Wohnhaus                                    | Grenzhausen, Hermann-Geisen-Straße 14 Lage                       | 17. oder 18. Jahrhundert           | Fachwerkhaus, teilweise massiv, verputzt, wohl aus dem 17. oder 18. Jahrhundert | BW                             |
| Wohnhaus                                    | Grenzhausen, Hermann-Geisen-Straße 55 Lage                       | 1911                               | villenartiger Mansarddachbau, teilweise mit Zierfachwerk, 1911 | Fotos hochladen                |
| Wohnhaus                                    | Grenzhausen, Katharinenstraße 12 Lage                            | 1705                               | verputztes und verschiefertes, L-förmiges Fachwerkhaus, teilweise massiv, dendrodatiert 1705                                                                                            | Fotos hochladen                |
| Evangelische Kirche                         | Grenzhausen, Kirchstraße 9 Lage                                  | Anfang des 13. Jahrhunderts        | romanischer Westturm, Anfang des 13. Jahrhunderts, Schiff und Chor von 1878 | weitere Bilder Fotos hochladen |
| Kriegerdenkmal                              | Grenzhausen, Rathausstraße, neben dem Eingang zum Stadtpark Lage | 20. Jahrhundert                    | Kriegerdenkmal 1914/18, Trauernde | weitere Bilder Fotos hochladen |
| Verwaltungsgebäude                          | Grenzhausen, Rathausstraße 67 Lage                               | 1879/80                            | ehemaliges Amtsgericht; breitgelagerter Bruchsteinbau, Seitenrisalite, 1879/80, nach Kriegsschäden teilweise erneuert                                                                   | weitere Bilder Fotos hochladen |
| Villa                                       | Grenzhausen, Rathausstraße 89 Lage                               | 1897–98                            | Putzbau, teilweise mit Fachwerk, Landhausstil, bezeichnet 1897–98 | Fotos hochladen                |
| Kriegerdenkmal                              | Grenzhausen, Rathausstraße, bei Nr. 100 Lage                     | Ende des 19. Jahrhunderts          | Kriegerdenkmal 1870/71, weibliche Siegesstatue | weitere Bilder Fotos hochladen |
| Wohnhaus                                    | Grenzhausen, Seiferwiese 1 Lage                                  | 18. Jahrhundert                    | Fachwerkhaus, teilweise massiv, verputzt, wohl aus dem 18. Jahrhundert | Fotos hochladen                |
| Wohnhaus                                    | Grenzhausen, Seiferwiese 6 Lage                                  | 18. Jahrhundert                    | Fachwerkhaus, teilweise massiv, verputzt, wohl aus dem 18. Jahrhundert | Fotos hochladen                |
| Wohnhaus                                    | Höhr, Auf dem Acker 2a Lage                                      | erste Hälfte des 19. Jahrhunderts  | verputztes und verschiefertes Fachwerkhaus, teilweise massiv, rückwärtiger Anbau, erste Hälfte des 19. Jahrhunderts                                                                     | Fotos hochladen                |
| Wohnhaus                                    | Höhr, Auf dem Acker 6 Lage                                       | um 1700                            | Fachwerkhaus, teilweise massiv und verputzt, um 1700 | Fotos hochladen                |
| Wegekapelle                                 | Höhr, Auf dem Hähnchen, gegenüber Nr. 2 Lage                     | um 1900                            | Wegekapelle, neugotisch, um 1900 | weitere Bilder Fotos hochladen |
| Westerwälder Salzbrandofen                  | Höhr, Bergstraße 5 Lage                                          | 1858                               | keramische Werkstatt, 1858; Wohnhaus mit Jugendstilmotiven, ehemaliges Kannofenhaus mit originalem Westerwälder Salzbrandofen                                                           | Fotos hochladen                |
| Wohnhaus                                    | Höhr, Bergstraße 6 Lage                                          | 1671                               | Fachwerkhaus, teilweise massiv, bezeichnet 1671 | Fotos hochladen                |
| Wohnhaus                                    | Höhr, Bergstraße 10 Lage                                         | 18. Jahrhundert                    | Fachwerkhaus, teilweise massiv, 18. Jahrhundert | Fotos hochladen                |
| Wegekapelle                                 | Höhr, Emser Straße Lage                                          | 1732                               | Wegekapelle, angeblich von 1732, im 19. Jahrhundert größtenteils massiv erneuert | weitere Bilder Fotos hochladen |
| Wohnhaus                                    | Höhr, Emser Straße 7a Lage                                       | 17. oder 18. Jahrhundert           | verputztes Fachwerkhaus, teilweise massiv und verschiefert, wohl aus dem 17. oder 18. Jahrhundert                                                                                       | Fotos hochladen                |
| Villa Schilz                                | Höhr, Emser Straße 23 Lage                                       | Ende des 19. Jahrhunderts          | Putzbau mit Werksteingliederung, Ende des 19. Jahrhunderts | weitere Bilder Fotos hochladen |
| Wegekreuz                                   | Höhr, Gartenstraße, gegenüber Nr. 2 Lage                         | 1865                               | Wegekreuz, Sandstein, bezeichnet 1865 | weitere Bilder Fotos hochladen |
| Westerwälder Salzbrandofen                  | Höhr, Kleine Emser Straße, zu Nr. 4 Lage                         |                                    | Westerwälder Salzbrandofen; museales Ensemble aus Brennraum, Ofenüberbauung und Werkstube                                                                                               | Fotos hochladen                |
| Wohnhaus                                    | Höhr, Kleine Emser Straße 6 Lage                                 | 1705                               | verputztes Fachwerkhaus, 1705 | Fotos hochladen                |
| Wohnhaus                                    | Höhr, Mittelstraße 4 Lage                                        | um 1880                            | Wohnhaus mit Kniestock, um 1880 | BW                             |
| Wohnhaus                                    | Höhr, Mittelstraße 13 Lage                                       | 17. oder 18. Jahrhundert           | verputztes Fachwerkhaus mit Niederlass, teilweise massiv, wohl aus dem 17. oder 18. Jahrhundert                                                                                         | BW                             |
| Wohnhaus                                    | Höhr, Rathausstraße 8 Lage                                       |                                    | zweiflügeliger barocker Mansarddachbau, einbezogen ein wohl älteres Wohnhaus | Fotos hochladen                |
| Wohnhaus                                    | Höhr, Rathausstraße 19 Lage                                      |                                    | verputztes Fachwerkhaus, Erker mit Zwerchhaus | Fotos hochladen                |
| Verwaltungsgebäude                          | Höhr, Rathausstraße 38 Lage                                      | 1907/08                            | ehemalige Reichsbanknebenstelle; Putzbau, Reformarchitektur, 1907/08 | Fotos hochladen                |
| Wohnhaus                                    | Höhr, Rathausstraße 41 Lage                                      | Anfang des 20. Jahrhunderts        | villenartiger Klinkerbau, historisierend und Jugendstil, Anfang des 20. Jahrhunderts | Fotos hochladen                |
| Wohnhaus                                    | Höhr, Rheinstraße 1 Lage                                         | 1659                               | Fachwerkhaus, teilweise massiv, bezeichnet 1659 | Fotos hochladen                |
| Wohn- und Geschäftshaus                     | Höhr, Rheinstraße 34 Lage                                        | frühes 18. Jahrhundert             | Fachwerk-Eckwohn- und Geschäftshaus, teilweise massiv, im Kern aus dem frühen 18. Jahrhundert, Aufstockung im 19. Jahrhundert                                                           | Fotos hochladen                |
| Westerwälder Salzofen                       | Höhr, Rheinstraße, in Nr. 80 Lage                                | 1920er Jahre                       | Fachwerkgebäude mit Westerwälder Salzbrand-Kannofen, erbaut 1929 von der Töpferin Elfriede-Balzar-Kopp; heute Institut für Künstlerische Keramik und Glas                               | Fotos hochladen                |
| Goethe-Schule                               | Höhr, Schulstraße 7 Lage                                         | 1901/02                            | Klinkerbau, Fassade farbig gegliedert, 1901/02 | Fotos hochladen                |
| Katholische Pfarrkirche St. Peter und Paul  | Höhr, Töpferstraße 15 Lage                                       | 1885                               | neugotischer Bau, 1885, westlicher Teil mit Turm 1901 ff. | weitere Bilder Fotos hochladen |